# Vorm Holz
Vorm Holz ist eine Ortslage in der bergischen Großstadt Wuppertal.

## Lage und Beschreibung
Die Ortslage befindet sich im Bereich der Ferdinand-Schrey-Straße und den Straßen Vorm Holz und  Oberer Grifflenberg im Wohnquartier Grifflenberg im Stadtbezirk Elberfeld auf einer Höhe von 192 m ü. NHN. Benachbarte Wohnplätze sind Obere Steinbeck, Mittlere Steinbeck, Im Ostersiepen, Uellenberg, Distelbeck, der Siedlungskern von Grifflenberg, und das unmittelbar benachbarte Hinterm Holz.

## Geschichte
Der Ort geht aus einem Hof hervor, der bereits 1530 und 1557 als Holt urkundlich erwähnt wurde. Der Hof gehörte zu dieser Zeit zum Höfeverband Elberfeld, der ein Allod des Kölner Erzstifts war und sich im Amt und Kirchspiel Elberfeld befand.
1535 hielten im Froweinschen Hof die Protestanten die ersten heimlichen Gottesdienste in Elberfeld ab. 1751 wird im Ort ein Bergwerk gemutet, das bereits 1752 wieder aufgeben wurde.
Die Elberfelder Gemarkenkarte der Johann v.d. Waye aus dem Jahr 1609 zeigt die zwei Höfe Für dem holte und Holterhoff, das westlich daneben liegende Hinterm Holz als Niggels holtt. Vorm Holz ist als Sch. Gut (Scheuermanns Gut) auf der Topographia Ducatus Montani des Erich Philipp Ploennies aus dem Jahre 1715 verzeichnet, das westlich daneben liegende Hinterm Holz als F.Holt. Die Ansicht Elverfeldt im Prospect von Nordl. Seite zeigt Vorm Holz ebenfalls als Scheuermanns Holz, der Hof Hinterm Holz westlich daneben aber hier als Vorm Holz. Auf der Topographischen Aufnahme der Rheinlande von 1824 wird in der Beschriftung nicht zwischen Vorm und Hinterm Holz unterschieden, ebenso wie auf der Preußischen Uraufnahme von 1843. Dabei sind die beiden Wohnplätzen unterscheidbar eigenständig verzeichnet.
1815/16 besaß der Ort 108 Einwohner. 1832 gehörte der Ort zur Holz und Eichholzer Rotte des ländlichen Außenbezirks des Kirchspiels und der Stadt Elberfeld. Der laut der Statistik und Topographie des Regierungsbezirks Düsseldorf als Weiler kategorisierte Ort besaß zu dieser Zeit acht Wohnhäuser und sieben landwirtschaftliche Gebäude. Zu dieser Zeit lebten 101 Einwohner im Ort, neun katholischen und 92 evangelischen Glaubens.
In Vorm Holz wurde 1859 eine Rettungsanstalt für verlassene Kinder eingerichtet, in der 1861 29 Kinder wohnten.
Der Ort bewahrte bis in die zweite Hälfte des 20. Jahrhunderts einen dörflichen Charakter und war von städtischer Bebauung umgeben. Eine Straßenbahnlinie führte um die Ortslage herum. In den 1970er Jahren wurde die ursprüngliche Bebauung mit dem Froweinschen Hof abgetragen und die Ortslage wurde überbaut.